# Dům Holečkova 26
Dům Holečkova 26 je bytová a kancelářská budova v Holečkově ulici v Praze 5-Smíchov. Budova má 2 nadzemní patra tvořící parter budovy v uliční čáře, a dalších pět odsazených podlaží, která tvoří dům eliptického tvaru.

## Charakteristika
Dům je eliptického tvaru a skládá se ze dvou částí. Dvoupatrový parter obsahuje kanceláře a obchody. Nad ním je pět bytových pater. Obyvatelé domu mají možnost užívat terasovitou zahradu s množstvím volně rostoucích stromů, která nabídne společné vybavení jako dětské hřiště, terasy v návaznosti na prostory bazénu a grilovací kout ve své horní části.

## Historie
V místech stavby se ve středověku rozprostírala vinice, na začátku tisíciletí stála na vysokém zemním valu tiskařská dílna z konce 19. století. Po řadě rekonstrukcí zcela ztratila historickou a architektonickou hodnotu. Poté začali úvahy o rekonstrukci, které se nerealizovaly. Výsledkem bylo zbourání tiskárny, a výstavba nové budovy.

## Autoři
Konkrétně se na této stavbě podíleli architekti: Richard Doležal, Lenka Kadrmasová, Hana Kozohorská, Lukáš Soukup, Marek Topič, Roland Vančó ve spolupráci s architekti: Vratislav Ansorge, Stella Boechat Cordeiro, Tomáš Herle a Jan Holna.

## Galerie
- Foto fasády domu z blízka